# Kasper Damsgaard
Kasper Damsgaard (født 11. december 1986) er en dansk politiker fra Socialdemokratiet, der fra og med 1. januar 2022 er borgmester i Glostrup Kommune, hvor han afløser Venstres John Engelhardt.
Damsgaard blev første gang indvalgt i byrådet i Glostrup Kommune ved kommunalvalget 2017 og blev gruppeformand for den socialdemokratiske gruppe i byrådet i maj 2019.
Damsgaard blev efter kommunalvalget 2021 valgt til borgmester på byrådets konstituerende møde den 1. december 2021. Han er desuden uddannet tømrer.